# Volkswagen ID.4
Volkswagen ID.4 — електричний кросовер виробництва німецького концерну Volkswagen, що було представлено публіці в серійній версії у вересні 2020 року. Після ID.3 це другий серійний автомобіль Volkswagen, який базується на модульній електроприводній платформі (MEB). За довжиною 4,58 м він схожий на Volkswagen Tiguan.
Електрокар отримав статус «Всесвітнього автомобіля 2021 року».

## Опис

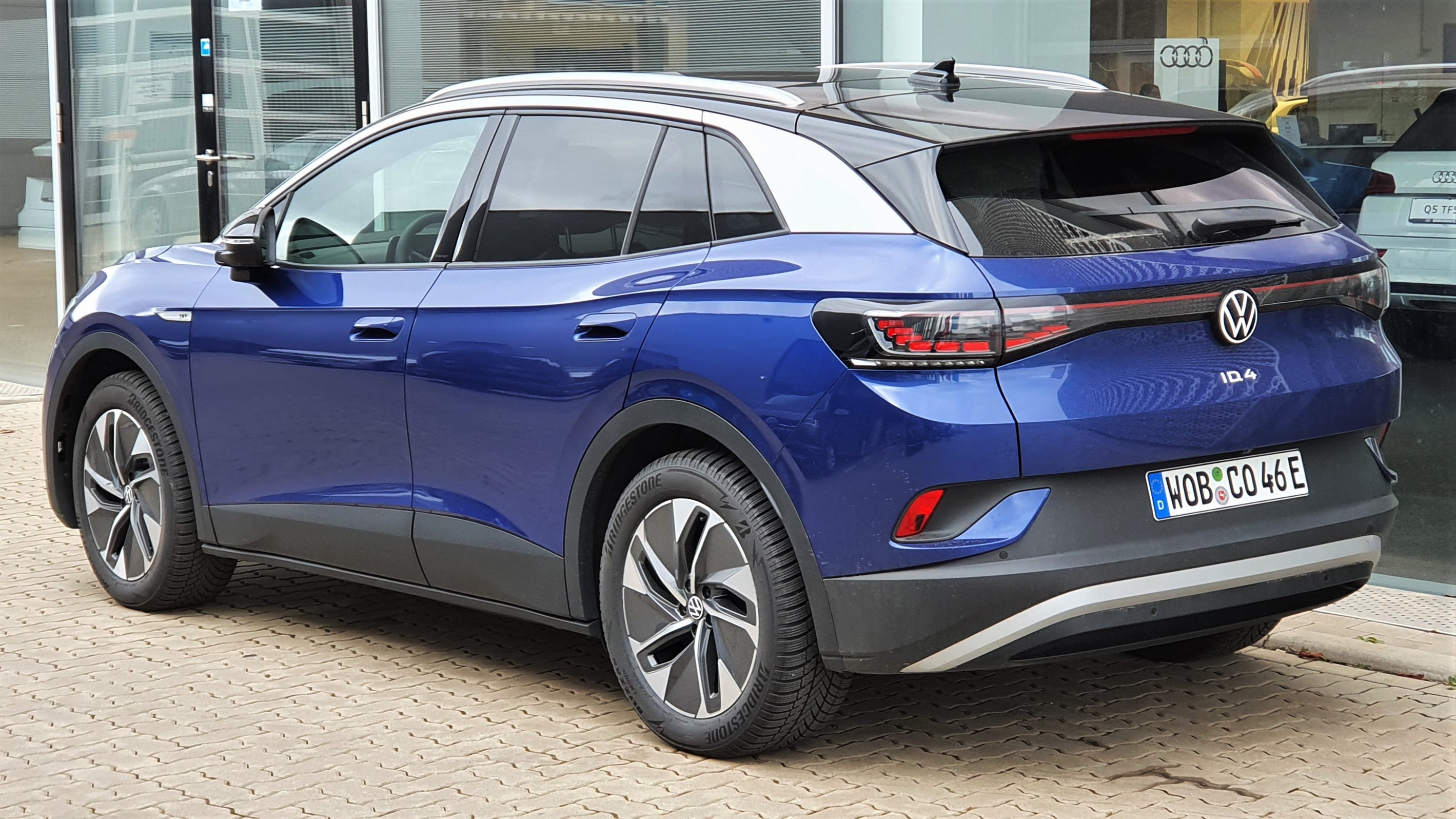

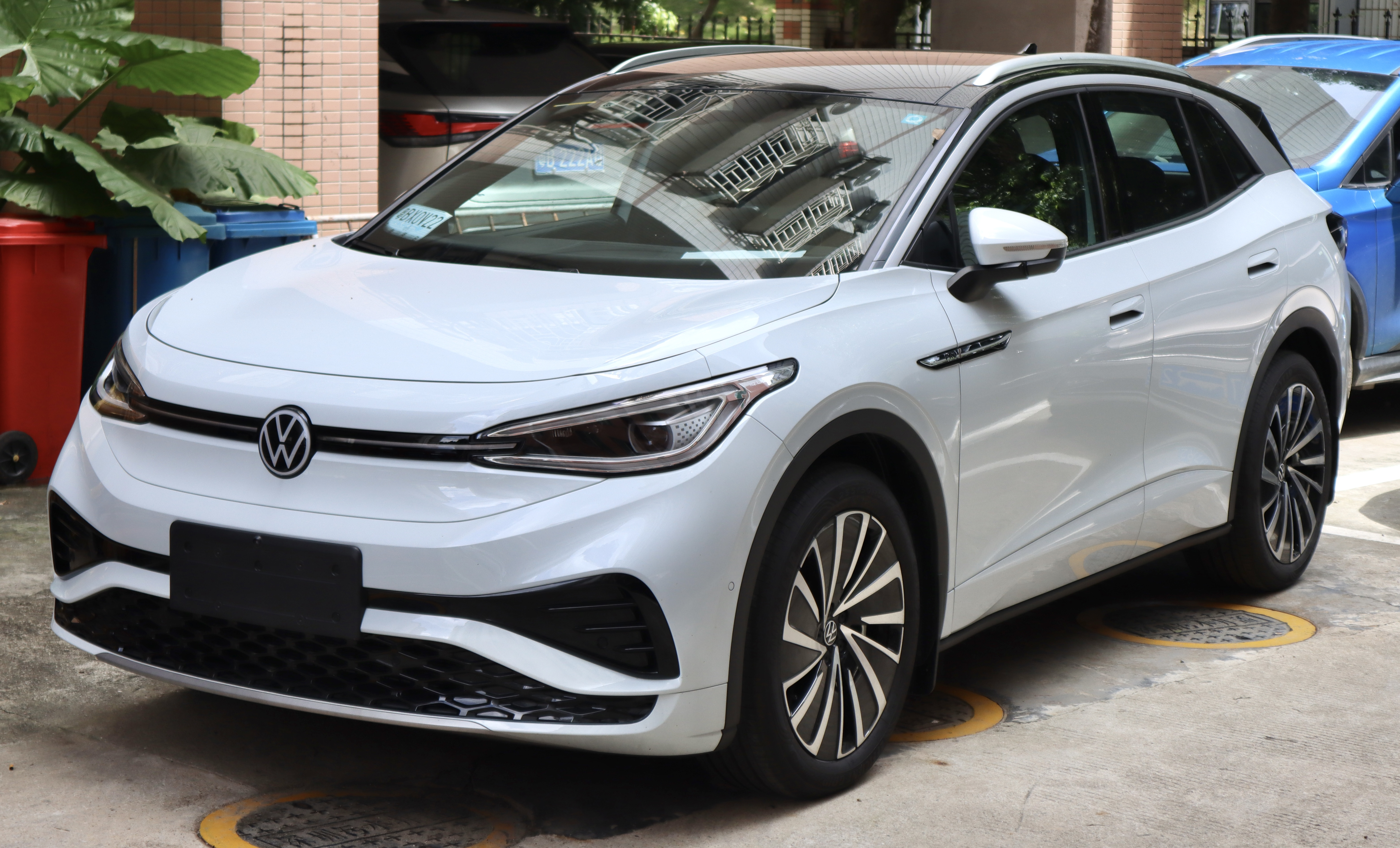
Volkswagen ID.4 X (Китай)

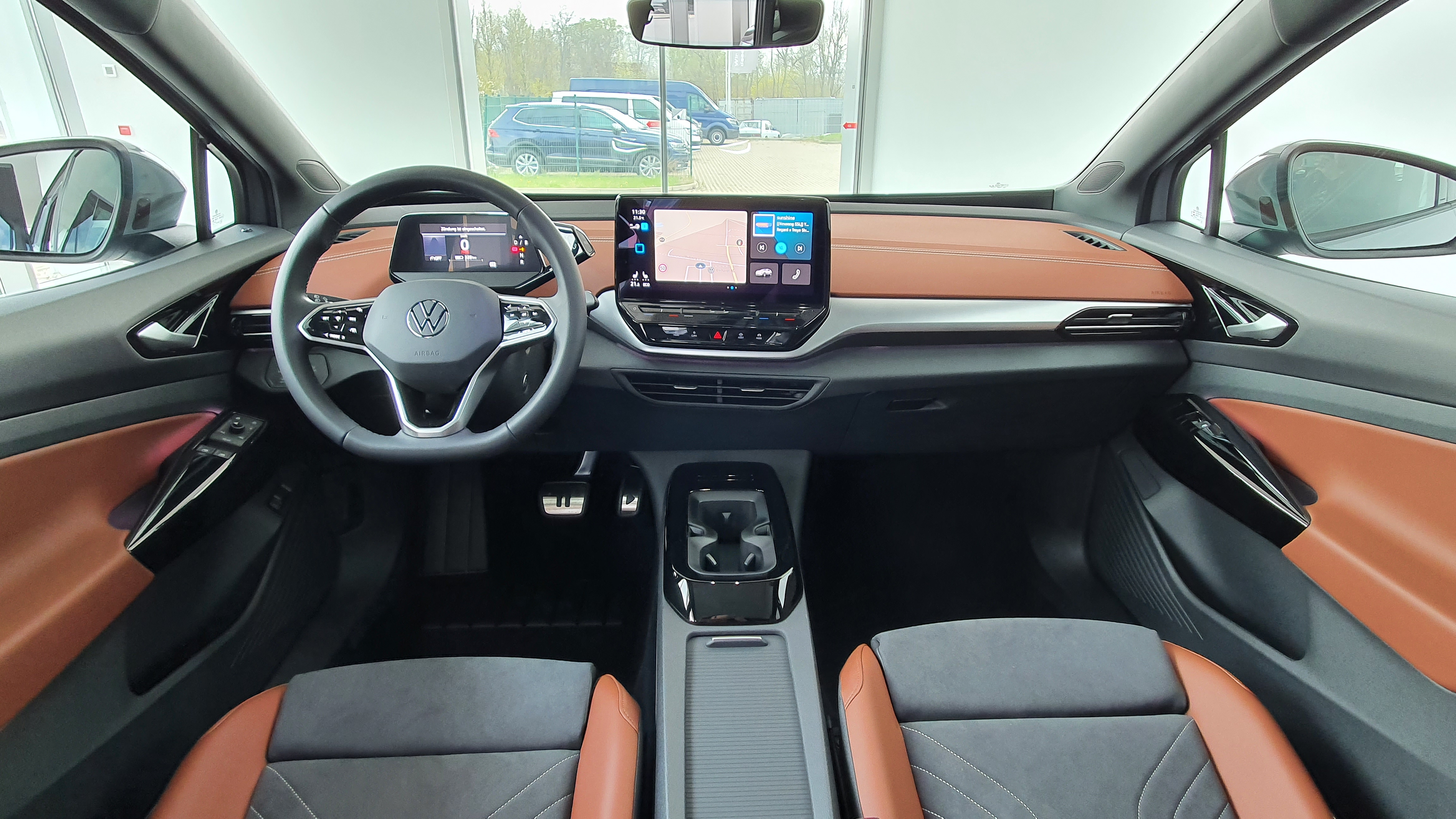

У Європі Vokswagen ID.4 можна замовити з січня 2021 року. Перші ID.4 було поставлено клієнтам в Нідерландах вже у грудні 2020 року. Ціна на момент старту продажів починалася із 40.000 євро. Перші 2.000 електромобілів, призначені для США, були розпродані протягом восьми годин. У Німеччині ID.4 почали надходити до покупців у березні 2021 року. У квітні 2021 року представили преміальну модель GTX, вартість якої починалася від 50.000 євро, замовити її стало можливим у травні 2021 року.
Виробництво автомобіля почалося у 2020 році на заводах Volkswagen у Цвіккау (Німеччина), Фошані (FAW-Volkswagen) та Аньтіні (SAIC Volkswagen) у передмісті Шанхаю. ID.4 Crozz, що випускаються у Фошані, приблизно ідентичні виробленим в Європі, а в Аньтині — ID.4 X, маючи ту ж колісну базу майже на 3 см довші (мають змінений дизайн). У 2022 році розпочалося виробництво Volkswagen ID.4 в Чаттанузі, США, тоді вартість авто впаде на 5 тис. дол.
Автомобіль збудовано на модульній платформі MEB і комплектується електродвигуном APP 310 потужністю 148—299 к.с. і крутним моментом 220—460 Нм та двома тяговими батареями на вибір: 52 і 77 кВт·год. Запас ходу підтверджений виробником в діапазоні від 330 до 520 км за складним циклом WLTP (за NEDC це було б приблизно до 710 км).
Місткість багажника складає 543 літри, зі складеними задніми сидіннями — 1575 літрів.
На початку 2021 року Vokswagen ID.4 за краш-тест отримав від Euro NCAP п'ять із п'яти можливих зірок.
У 2025 році Volkswagen ID.4 отримує стандартний 12,9" дисплей для версії з батареєю 62 кВт/год, підсвічені сенсорні слайдери, вентильовані сидіння (S), Black-пакет і автозатемнення дзеркала у комплектації S Plus.

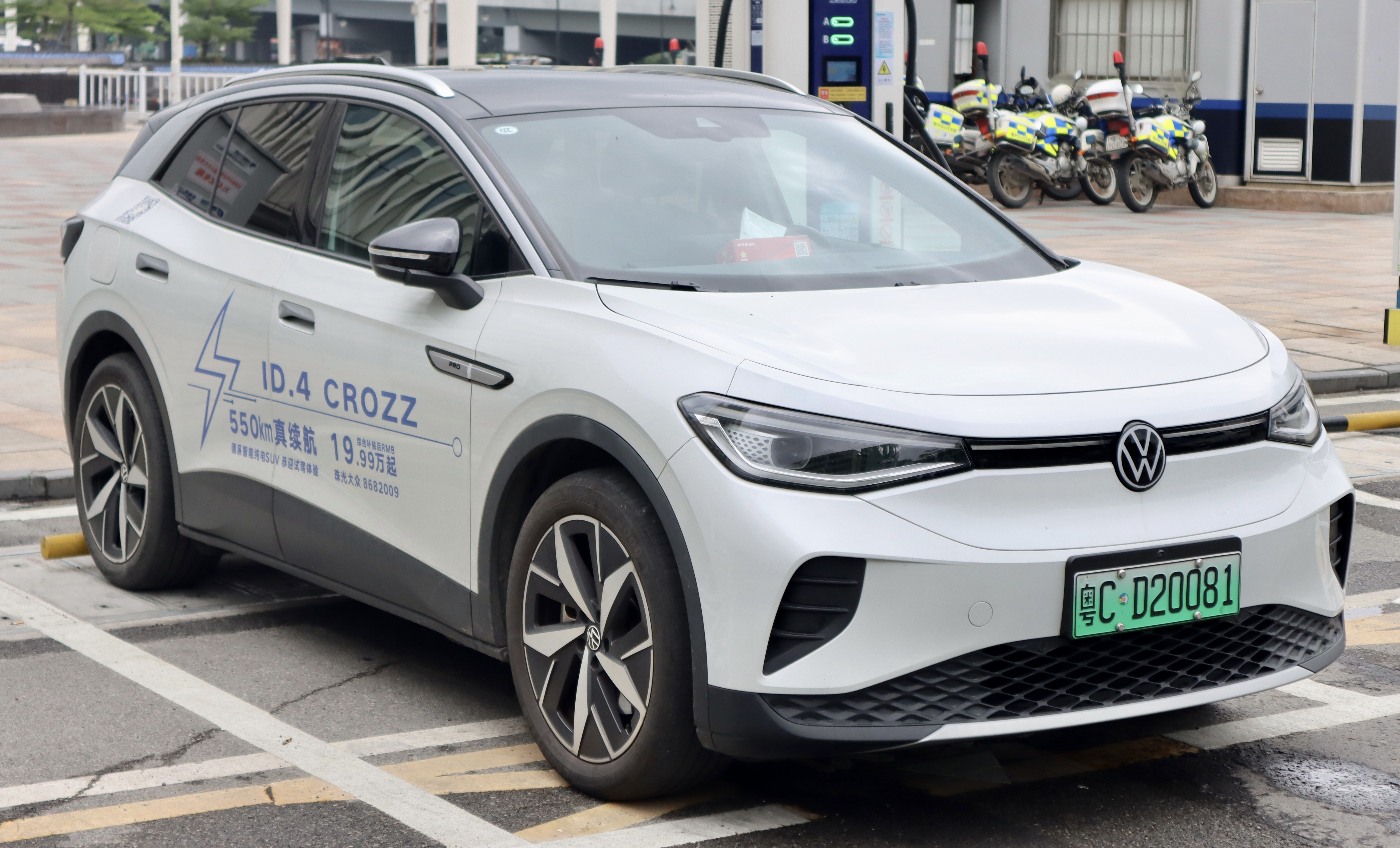
Volkswagen ID.4 Crozz (Китай)
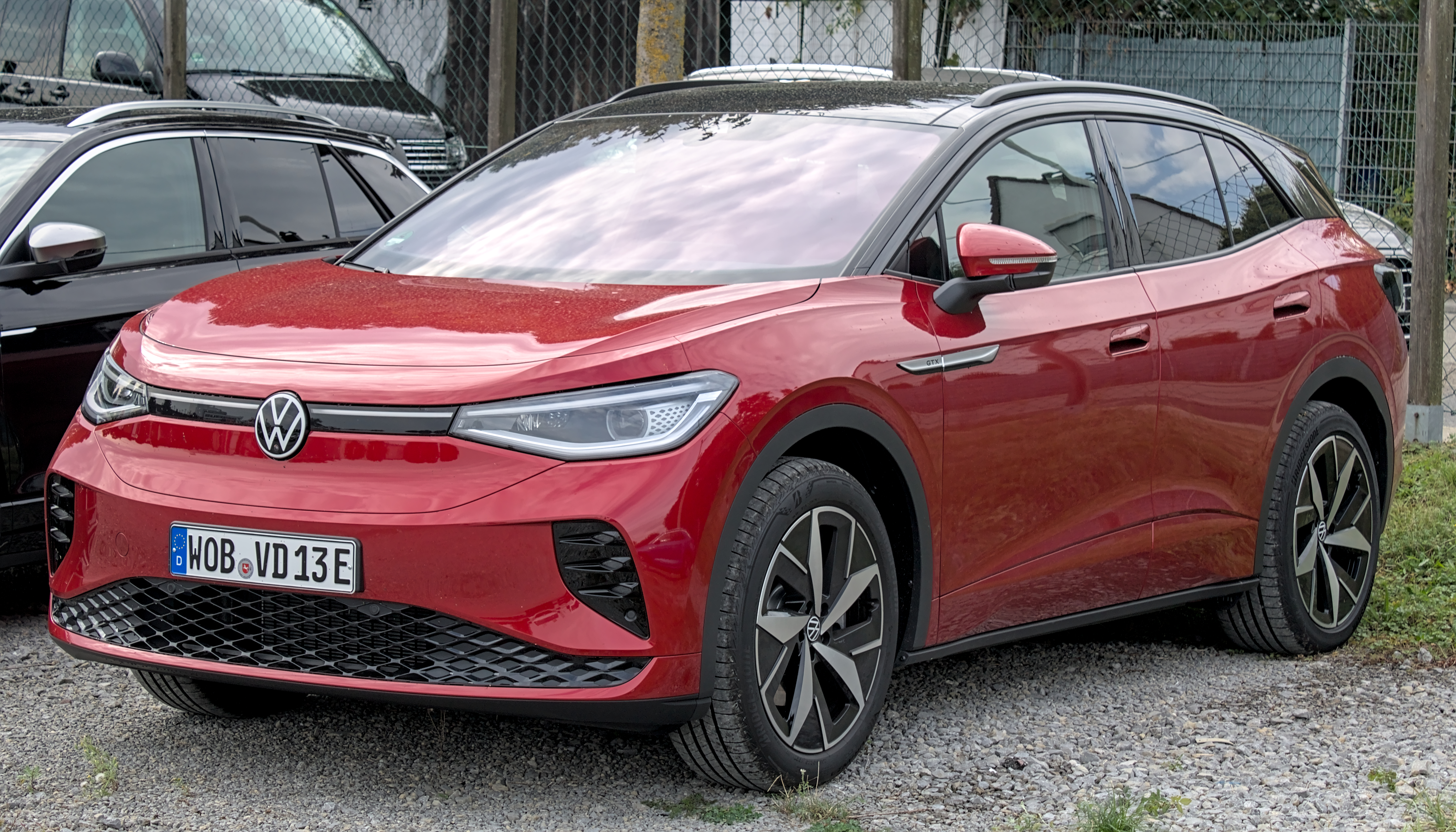
Volkswagen ID.4 GTX
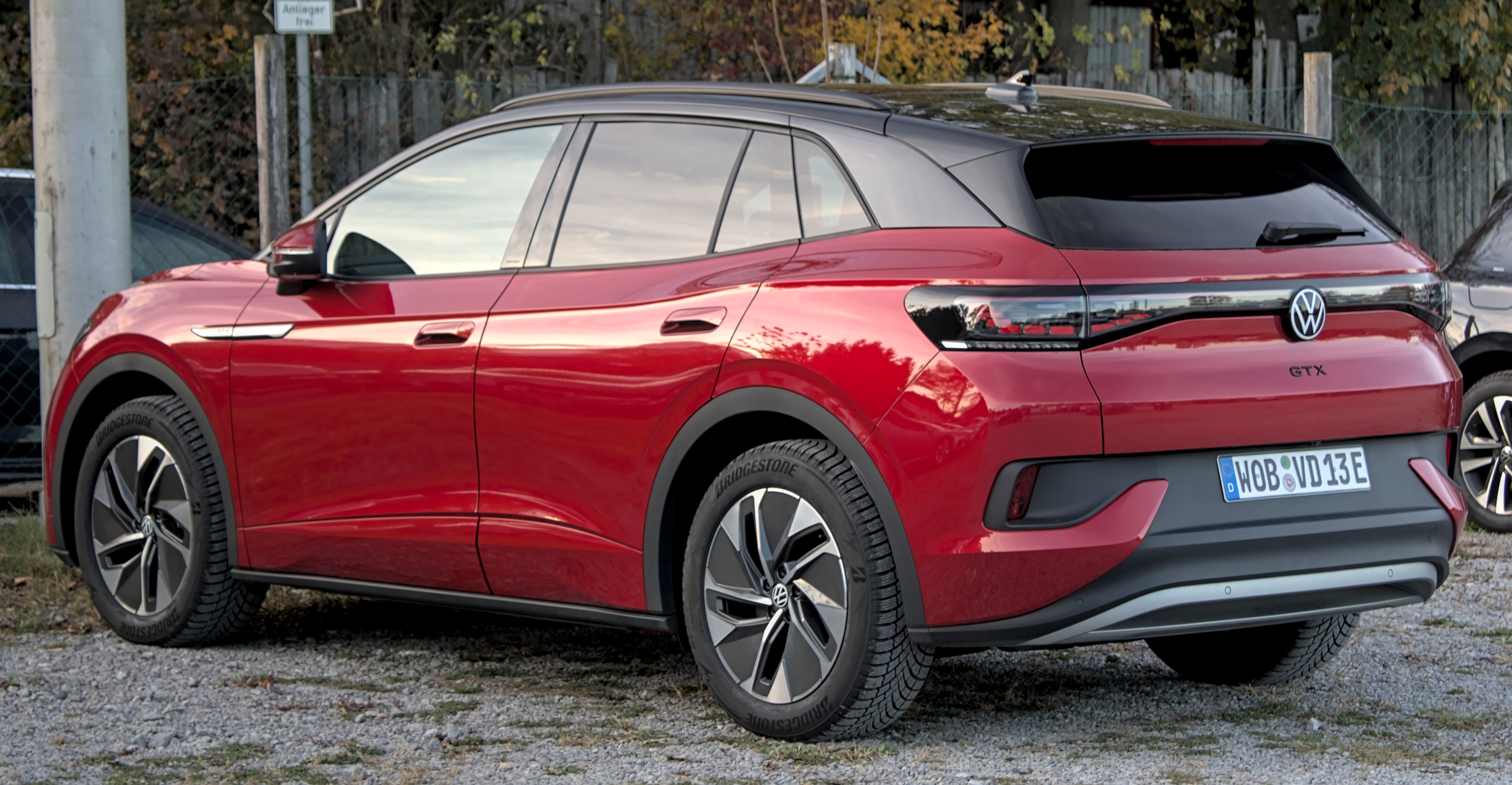
Volkswagen ID.4 GTX

### ID.5

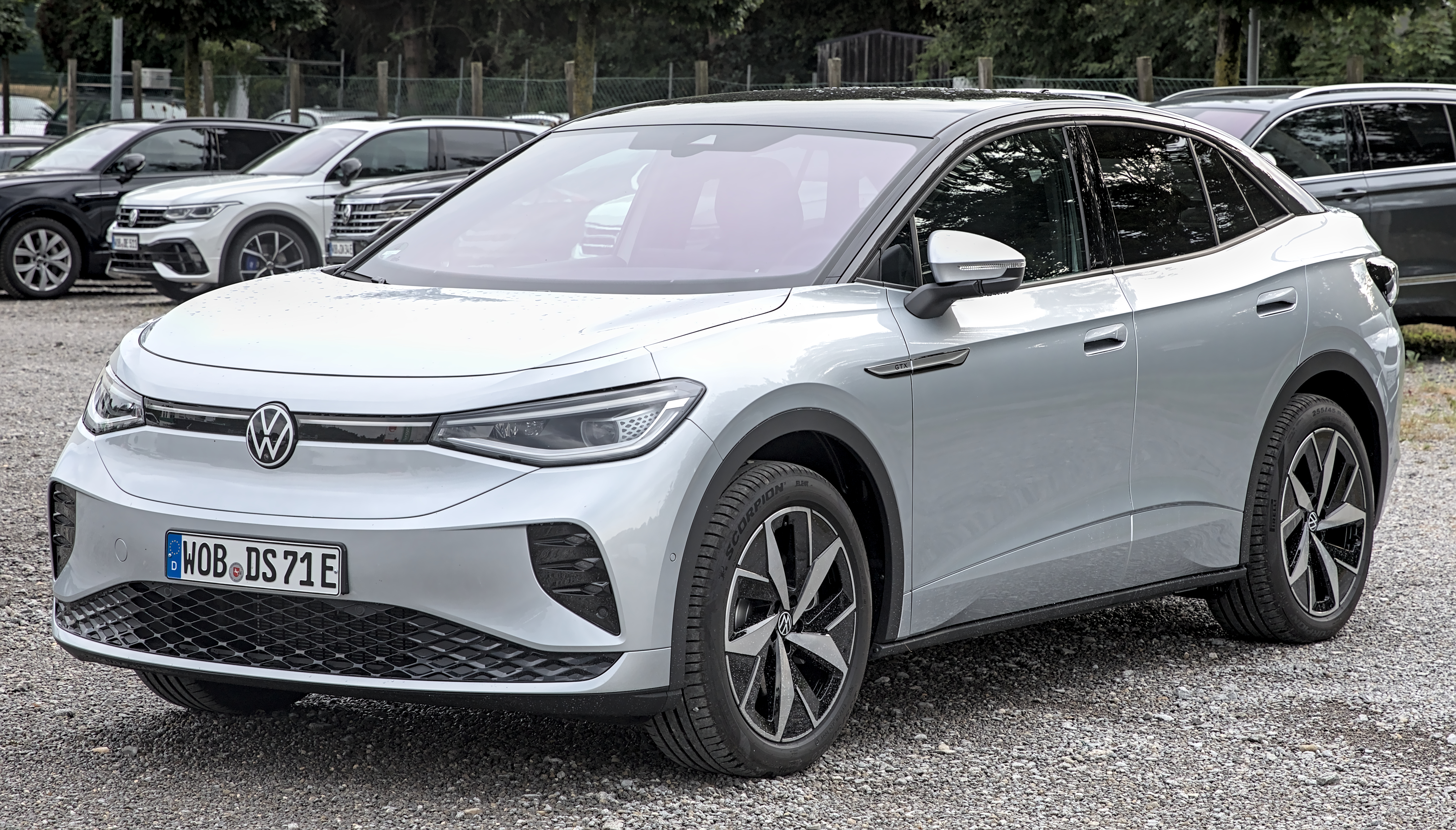
Volkswagen ID.5 GTX

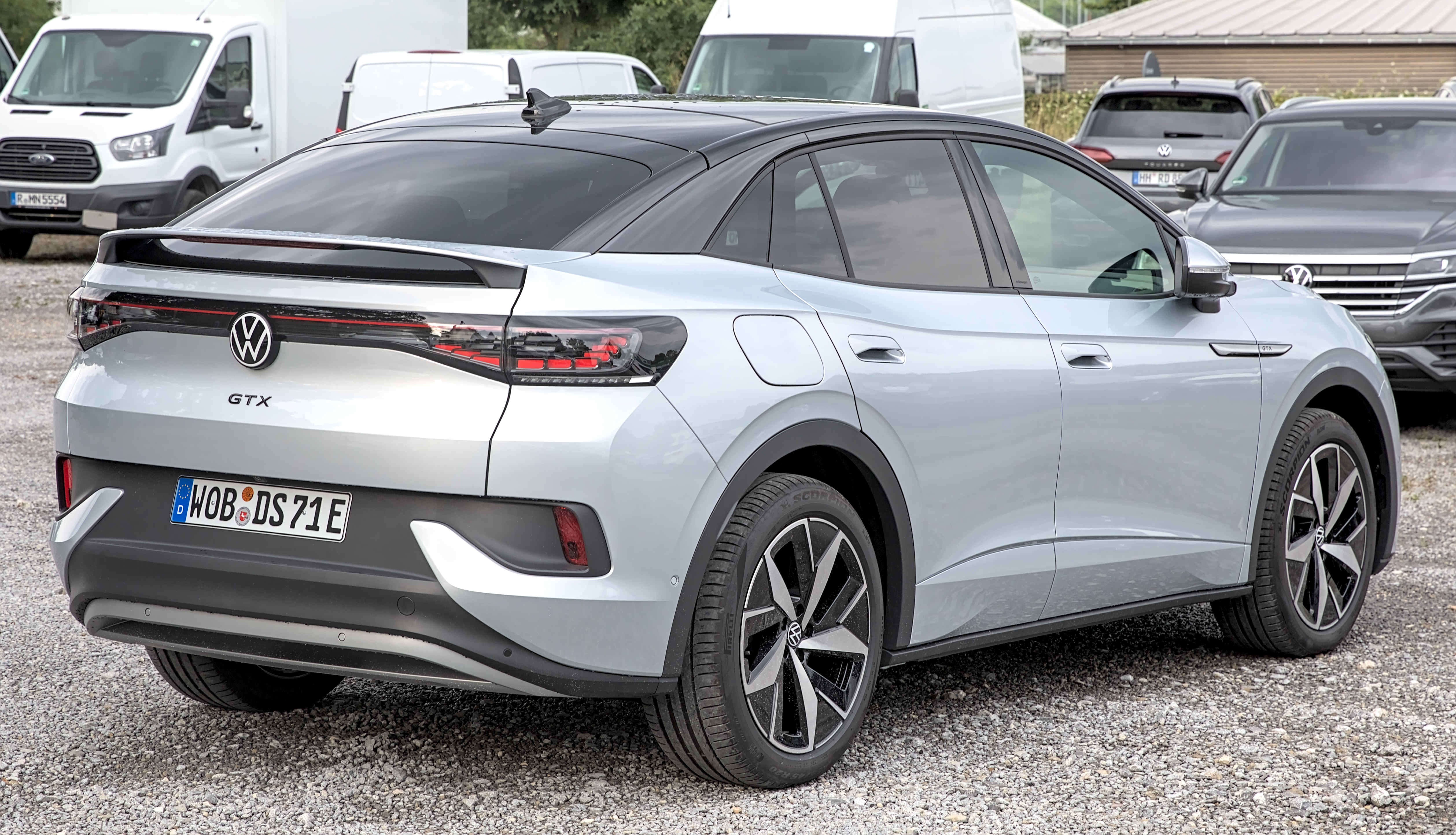
Volkswagen ID.5 GTX

Volkswagen ID.5 був представлений у листопаді 2021 року та виробляється з січня 2022 року. Він має нижчий коефіцієнт лобового опору (0,26), що на 0,02 менше, ніж у ID.4. Модель доступна в трьох варіантах: Pro, Pro Performance і GTX, причому в останньому використовується компонування з подвійним двигуном і повним приводом. Доступні три варіанти трансмісії, хоча на відміну від ID.4, ID.5 поставляється лише з одним акумулятором ємністю 77 кВт·год. Похила лінія даху ID.5 зменшує вантажний простір, який пропонує 549 л з піднятими задніми сидіннями та 1561 л зі складеними сидіннями.

### Модифікації
| Модель           | Потужність к. с. | Крутний момент Н·м | Ємність акумулятора, кВт·год | Ємність акумулятора, кВт·год | Пробіг WLTP |
| Модель           | Потужність к. с. | Крутний момент Н·м | брутто                       | нетто                        | Пробіг WLTP |
| ---------------- | ---------------- | ------------------ | ---------------------------- | ---------------------------- | ----------- |
| Pure             | 148              | 220                | 55                           | 52                           | 345 км      |
| Pure Performance | 170              | 310                | 55                           | 52                           | 343—346 км  |
| Pro              | 174              | 310                | 82                           | 77                           | 520 км      |
| Pro Performance  | 204              | 310                | 82                           | 77                           | 508—522 км  |
| GTX              | 299              | 460                | 82                           | 77                           | 480 км      |

## Продаж
| Рік  | Європа | США    | Китай  | Китай      |
| Рік  | Європа | США    | ID.4 X | ID.4 Crozz |
| ---- | ------ | ------ | ------ | ---------- |
| 2020 | 4 810  |        |        |            |
| 2021 | 53 605 | 16 742 | 23 174 | 26 853     |
| 2022 | 67 998 | 20 511 | 35 285 | 46 702     |